# Macrotrachela cancrophila
Macrotrachela cancrophila är en hjuldjursart som först beskrevs av Piovanelli 1903.  Macrotrachela cancrophila ingår i släktet Macrotrachela och familjen Philodinidae. Inga underarter finns listade i Catalogue of Life.